# نيكولا فيليبس
نيكولا فيليبس (بالإنجليزية: Nicola Philipps)‏ هي رسامة بريطانية، ولدت في 27 أغسطس 1964.